# F.M. Alexander
'Frederick Matthias Alexander (20. januar 1869 – 10. oktober 1955) var en tasmanskfødt recitør og skuespiller og opfinder af Alexanderteknikken. Tidligt i sin karriere fik Alexander tilbagevendende problemer med stemmen – han blev hæs og mistede til sidst stemmen helt, når han stod på scenen. Disse problemer søgte han forgæves lægehjælp til, men i stedet for at følge sin læges råd og skifte karrierespor, studerede han sit eget bevægelsesmønster og ændrede sine vaner, hvorved problemerne med stemmen forsvandt. Fra 1894 og frem underviste han i sin teknik, som i dag kaldes alexanderteknik.